# Norah Lindsay

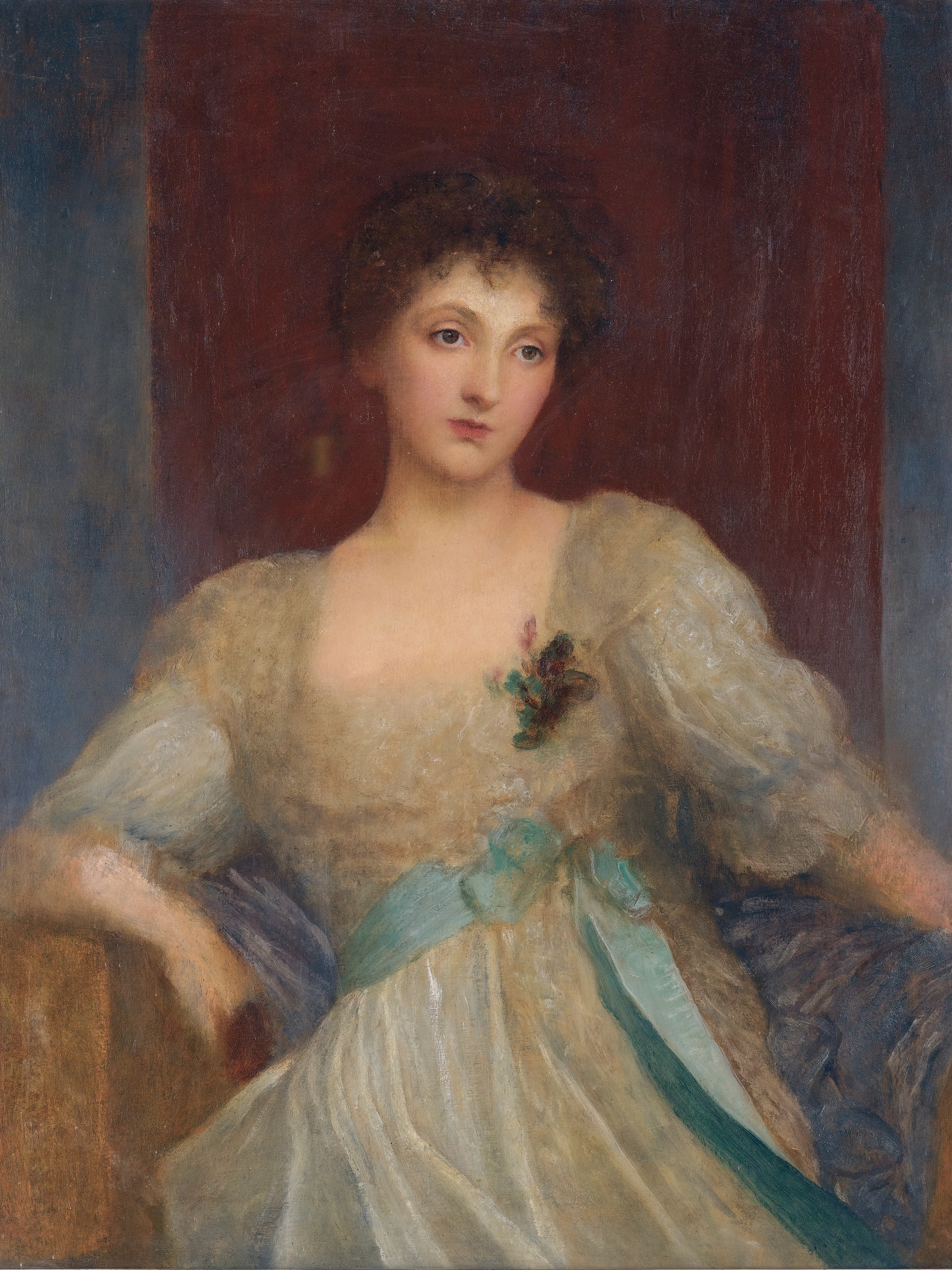
Porträt Norah Lindsays von George Frederic Watts

Norah Madeline Lindsay, geborene Norah Madeline Bourke (* 26. April 1873 in Udagamandalam, Indien; † 20. Juni 1948 in Sutton Courtenay, Großbritannien) war eine englische Gesellschaftsdame und Gartengestalterin.

## Leben
Norah Madeline Bourke wurde als Tochter von Major Edward Roden Bourke und seiner anglo-indischen Frau Emmie Hatch in Ootacamund (heute Udagamandalam, Tamil Nadu) geboren. Ihr Vater, der jüngere Bruder von Richard Southwell Bourke, dem 6. Earl of Mayo, der seit 1869 Generalgouverneur und Vizekönig von Indien war, war hier als Mitglied der Inniskillen Dragoner stationiert.
Norah hatte zwei Schwestern, Anne Kathleen Bourke (* 9. Juni 1872) und Madeline Emmie Louisa (* 28. Mai 1878), und zwei Brüder, von denen Cecil Richard (* 29. September 1885) bereits 1884 starb. Nachdem ihr Onkel 1872 ermordet worden war, geriet die Karriere ihres Vaters ins Stocken, und die Familie siedelte 1875 nach London über, wo sie zunächst in einem Haus am Montagu Square in Marylebone lebte. Edward Bourke begann für seinen Bruder Harry, einen Investment Banker in der Firma Brunton, Bourke & Co., zu arbeiten, um den aufwendigen Lebensstil seiner Frau zu finanzieren. 1884 zogen sie nach Cumberland Place, wo 1886 Norahs zweiter Bruder Nigel Edward Joycelin Bourke geboren wurde. Die Kinder erhielten eine standesgemäße Erziehung, Norah lernte Klavierspielen und Französisch und verkehrte in bester Gesellschaft. Ihre Mutter zählte zu den Freunden des Kronprinzen Edward, der ihr zahlreiche Briefe schrieb und der Marquise von Granby, einer Künstlerin. Sie war auch mit der Zeichnerin Violet Manners befreundet, die ein Porträt ihrer Tochter anfertigte.

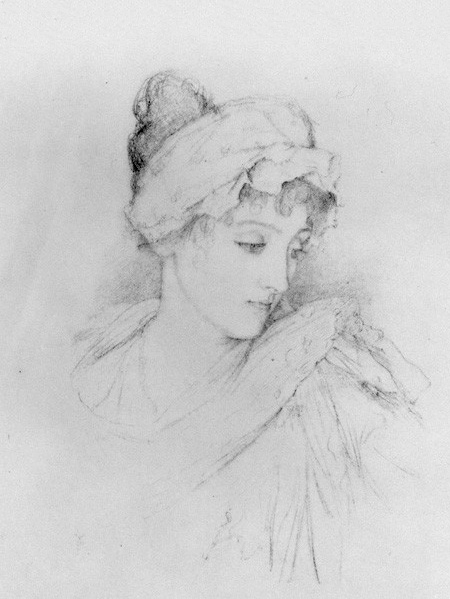
Porträt der jungen Norah Bourke von Violet Manners, Lithographie

1895 heiratete die kokette Norah im Alter von 22 Jahren nach zahlreichen Flirts auf Drängen ihrer Mutter den sieben Jahre älteren Henry Edith Arthur Lindsay (* 9. April 1866), den jüngeren Bruder von deren Freundin Violet Manners. Er war ohne eigenes Einkommen und seit 1892 Leutnant der Gordon Highlanders in Indien. 1891 hatte er sich bei einem zweijährigen Jagdaufenthalt auf Ceylon mit Malaria angesteckt, unter der er zeit seines Lebens litt. Sein Vetter, Robert James Loyd-Lindsay, Lord Wantage, schenkte ihm anlässlich seiner Hochzeit den Landsitz Sutton Courtenay, damals in Berkshire. Damit hatte das junge Paar einen eigenen Wohnsitz. Henry Lindsay verpachtete große Teile des Guts, um das tudorzeitliche Gutshaus selbst instand setzen und seinen Lebensstil finanzieren zu können. Henry stattete die Innenräume mit ausgestopften Jagdtrophäen aus Ceylon aus und laugte eigenhändig die historischen Paneele ab, Norah gestaltete den Garten und gab Partys und Maskenbälle für Politiker und Künstler. Oft wurden auch wohlhabende Studenten aus dem nahegelegenen Oxford eingeladen, darunter Raymond Asquith und Julian Grenfell. Mit diesen „Olympiern“ hielt Norah absurde athletische Wettbewerbe ab. Das Haus war jedoch feucht, kalt und zugig und die Schlafzimmer waren mit Küchenschaben verseucht. Obwohl der Garten meist unordentlich und voller Unkraut war, weil es keinen Gärtner, sondern nur tageweise bezahlte Hilfskräfte aus dem Dorf gab, wurde er 1904 in einem Artikel in der Zeitschrift Country Life in glühenden Farben gelobt. Ihre Schwester Madeline beschreibt, dass der Hof nie gefegt wurde, und verblühte Blüten an den Pflanzen verblieben, was für Norah Lindsay zur romantischen Atmosphäre des Ortes beitrug.
1896 kam Norah Lindsay mit Nancy Winifried Robina nieder, vier Jahre später wurde deren Bruder David Ludovic Peter geboren. Im Frühjahr 1903 wurde der Garten von der Themse überschwemmt und das Wasser drang in die Grundmauern ein, wodurch das Gebäude noch feuchter wurde. Henry Lindsay hielt sich zunehmend in seiner Jagdhütte auf und mied die lärmenden Feste und die ständigen Flirts seiner Gattin, die den Zustand des Hauses ignorierte. Angesichts der schwerwiegenden finanziellen Probleme nahm er seine Armeelaufbahn wieder auf, das Paar lebte nun getrennt. Norah Lindsay erfuhr finanzielle Unterstützung durch ihre jüngeren Schwester, die mit dem Brauereibesitzer und Politiker Samuel Howard Whitbread verheiratet war. Allmählich erzog sie ihren Sohn Peter dazu, die Rolle des Mannes im Haus zu übernehmen, als Butler, Handwerker, im Gemüsehof und im Garten. 1907 verstarb Norahs Vater, und ihre Mutter Emmie heiratete ein Jahr später ihren alten Bekannten, den vermögenden Edward Villiers, 5. Earl of Clarendon (1846–1914).
Während des Ersten Weltkriegs richtete Norah Lindsay einige Gemüsebeete ein, die Familie lebte von dem, was das Hausmädchen aus den Kartoffeln, Gemüse und Eiern kochte. Dem Geschehen an der Front widmete sie wenig Aufmerksamkeit, aber es deprimierte sie, dass ihr Garten allmählich verwilderte. Sie begann eine Affaire mit einem jüngeren Mann, was ihre Stimmung verbesserte. Ab 1918 vermietete sie das Herrenhaus als Sommerfrische, um an Geld zu kommen. Sie musste jedoch weiter dafür sorgen, dass der Garten attraktiv blieb, da dieser den Hauptanziehungspunkt des heruntergekommenen Anwesens darstellte. Lindsay lebte zunächst mit ihren Freunden Ian und Jean Hamilton in London und mietete später für sich und ihr Mädchen eine kleine Etagenwohnung. Sie begann, Pflanzen und Bücher zu verkaufen, um Geld für Kohle aufzubringen, beschäftigte aber weiterhin mehrere Mädchen, Gärtner und eine Köchin. Während ihre Kinder das Haus reparierten, reiste sie mit einem Freund nach Amerika.
Ihr Mann arbeitete nach dem Krieg an der Restauration von Herrenhäusern, vor allem als Tischler, außerdem als Photograph, und schließlich als Innenarchitekt. 1920 reichte er die Scheidung ein und versuchte, seinen Besitz in Sutton Courtenay zu veräußern, das Herrenhaus selbst fand jedoch keinen Käufer. Norah quartierte sich bei Freunden in Taplow Court in Buckinghamshire ein. Angeblich begann sie eine Affaire mit dem Schriftsteller Hilaire Belloc, dessen Frau Elodie 1910 verstorben war. Da sie in ihren Briefen die Namen ihrer Liebhaber immer abkürzte, lässt sich das jedoch nicht eindeutig belegen.
Ihre Mutter machte Norah mit ihren adeligen Freunden bekannt, und diese luden sie auf ihre Landsitze ein. Seit 1924, also Sutton Courtenay auch im Winter vermietet war und sich ein Aufenthalt in Rom als Fiasco erwies, weil sie auch hier die Heizkosten aufbringen musste, verdiente sie ihren Unterhalt, indem sie diese bei der Gartengestaltung beriet. Abends war sie dann wieder Gesellschaftsdame und glänzte mit geistreicher Konversation und Klavierspiel., dazu kamen die Mieteinnahmen aus Sutton Courtenay.
Norah Lindsay verstarb 1948 nach längerem Krankenhausaufenthalt in Sutton Courtenay an Nierenkrebs. Sie wurde in örtlichen Friedhof begraben.

## Gartengestalterin
Auf Reisen mit ihrem Gatten vor dem Ersten Weltkrieg nach Italien und Frankreich besuchte Norah Lindsay die dortigen Gärten. Außerdem besaß sie eine große Bibliothek von Gartenbüchern.
Ihr früher Stil war von William Robinson und Gertrude Jekyll beeinflusst. Wie letztere legte sie viel Wert auf geschmackvolle Farbkombinationen. Sie pflanzte Stauden in unregelmäßigen Flecken, um einen natürlichen Effekt zu erzielen und fasste die breiten Rabatten nach italienischem Vorbild mit Buchshecken ein. Ihre Pflanzungen waren jedoch „freier und entspannter“ als die Jekylls. Auch der Arts und Crafts-Stil von William Morris beeinflusste sie. Tankard ordnet ihr Werk, allerdings ohne Angabe von Gründen, gänzlich dem Arts and Crafts-Stil zu.
Nach dem Krieg besuchte sie wiederum Frankreich, war von dem formalen Stil André Le Nôtres begeistert und begann, mehr Formschnitt in ihre Gärten zu integrieren. In ihrem „Langen Garten“ in Sutton Courtenay pflanzte sie Säulen aus Eiben. Auch der Besuch von Exbury, Hidcote Manor und Cothay Manor erweiterte ihren gärtnerischen Horizont. Elen Wilmott machte sie ab 1923 mit zahlreichen neuen Pflanzen und deren Bedürfnissen bekannt und schenkte ihr, ungewöhnlich großzügig, Pflanzen aus ihrem Garten in Warley Place.
Lindsay riet von starken Farbkontrasten ab und empfahl, Pflanzen mit ähnlichen Farben in weichen Übergängen zu kombinieren. Ihre bevorzugten Farben waren weiche Grüntöne, grau, ein bräunliches lila und altrosa. In Sutton Courtenay hielt sie gesättigte Blau- und Rottöne getrennt von Scharlach und Gelb. Ferner sollten die Blattformen und die Höhe der Pflanzen kontrastieren. Pflanzen sollten so dicht gesetzt werden, dass die Erde nicht sichtbar war. Die strenge Ordnung von Jekylls Rabatten – große Pflanzen hinten, kleine Pflanzen vorne – brach sie auf, indem sie gelegentlich größere Pflanzen nach vorne brachte. Selbst für ihre Zeit waren ihre Pflanzungen nicht revolutionär. Sie weichte Jekylls strikten viktorianischen Stil lediglich leicht auf, indem einige Pflanzen aus dem Rahmen fielen und dem ganzen eine zufällige, „wilde“ und überreiche Note gaben, ohne das grundlegende Konzept zu verändern. Außerdem machte sie einige neue Pflanzen populär und verwendete viele panaschierte Formen.
In Sutton Courtenay verwendete sie vor allem Thalictrum, Stockrosen, hohe Glockenblumen, Ochsenzungen und Königskerzen sowie Alstroemerias, Rudbeckias, Sonnenblumen und Gartenlupinen, die in zufällig wirkenden Streifen angeordnet waren.

## Gärten
- Burg von Veldes (Bled)
- Burg von Brdo

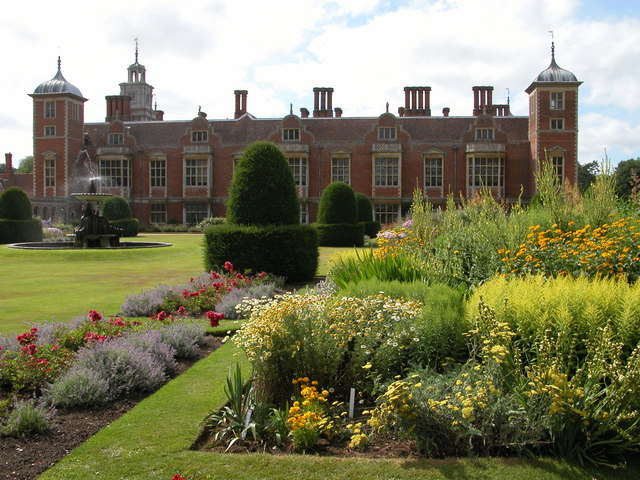
Blickling Hall und Garten

- Blickling Hall, Norfolk. Für John Sales ist dieser Garten das Meisterwerk Norah Lindays, er ist weitgehend in der ursprünglichen Form erhalten.[29] Er wird heute durch den National Trust betreut.
- Chirk Castle bei Wrexham, Clwyd für Lady Howard de Walden
- Cliveden, Buckinghamshire für William Waldorf und Nacy Astor
- Ditchley Park, Oxfordshire für Ronnie and Nancy Tree, später Ronnie Tree und seine zweite Frau Marietta Peabody[36].
- Faringdon Castle, Berkshire für den exzentrischen Komponisten Gerald Tyrwhitt-Wilson, 14. Baron Berners
- Fort Belvedere für den Duke of Windsor. Er urteilte: „Wenn man Geld hat, ist sie es, mit der man es ausgeben sollte.“ Er schätzte besonders ihre Auswahl von Rosen.[37] Für die Gestaltung seines Gartens in Moulin de la Tuilerie in Gif-sur-Yvette heuerte er allerdings den professionellen Gartengestalter Russell Page an.[38]
- Gleneagles Hotel
- Godmersham Park
- Hidcote Manor: Beratung von Lawrence Johnston. Nach John Sales geht die farbliche Gestaltung der Rabatten weitgehend auf den Einfluss von Norah Lindsay zurück.[39] Johnston plante angeblich, ihr das Anwesen zu vererben[39], aber sie verstarb vor ihm.
- Kelmarsh Hall
- Lou Sueil in Èze an der Côte d’Azur für Consuelo Vanderbilt und Jacques Balsan
- Mells Manor, Somerset für Sir Horner
- Mottisfont Abbey, Hampshire, wo Teile ihres Gartens überlebt haben
- Philip Sassoons Port Lympne bei Hythe in Kent
- Rhodes House, Universität Oxford
- Rushbrooke Hall für Lord Islington
- Serre de la Madone: Beratung von Lawrence Johnston
- Trent Park, Nord-London (bis 2012 Middlesex University) für Philip Sassoon
- Garten der Renaissance-Villa Madama bei Rom für Carlo, Graf Dentice di Frasso, der das Anwesen 1925 erwarb, und seine amerikanische Frau Dorothy Cadwell Taylor (1929).

## Einfluss und Urteil der Nachwelt
Norah Lindsays Stil beeinflusste besonders Lawrence Johnston und Vita Sackville-West stark. Sackville-West bewunderte die „gestellte Beiläufigkeit und die glorreiche, farblich abgestimmte Vielfalt“ von Lindsays Gärten, hatte aber nicht das Geld, sie im eigenen Garten umzusetzen.
Da Lindsay weder Bücher über ihre Gestaltungsideen publizierte noch Pläne zeichnete, sondern Pflanzen direkt ausbrachte bzw. die Gärtner anwies, wo sie zu pflanzen waren, wurde ihr Beitrag zur Gartengestaltung weitgehend ignoriert. Sie verfasste ab 1929 jedoch Artikel für Country Life, Vogue und das Oxford und Cambridge Magazine und versuchte, dem Verlagshaus Doubleday Artikel zu verkaufen. Sie arbeitete ab 1927 an einem Buch namens „Garden Idyll“, das Manuskript ist jedoch verschwunden.
John Sales, Gartenberater des National Trust, hält Norah Lindsay für die bei weitem einflussreichste Blumengärtnerin Großbritanniens. Zwischen den Weltkriegen war sie die beste und bedeutendste Gestalterin von Blumengärten. Er charakterisiert ihren Stil als „Post-Jekyll“.
Auch Tankard bezeichnet sie als eine Meisterin der Gartengestaltung.